# Edmund von Krieghammer
Edmund von Krieghammer (4. června 1831 Lanžhot – 21. srpna 1906 Bad Ischl) byl rakousko-uherský generál a politik. Od mládí sloužil v c. k. armádě u různých jednotek jezdectva a vyznamenal se účastí v několika válečných konfliktech. Několik let byl pobočníkem císaře Františka Josefa a jako velitel armádmího sboru v Krakově dosáhl v roce 1891 hodnosti generála jezdectva. V letech 1893–1902 zastával funkci ministra války Rakouska-Uherska.

## Biografie

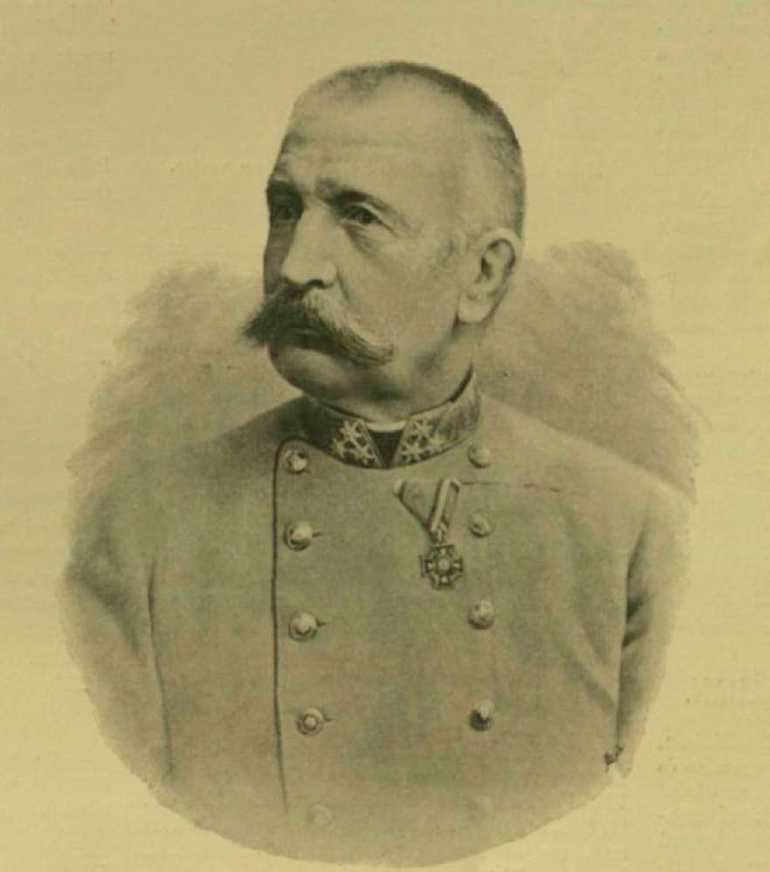
Edmund von Krieghammer

Pocházel z jihomoravského Lanžhota, narodil se jako jediný syn c. k. rytmistra Rudolfa Krieghammera (1796–1859), důstojníka císařské gardy. V letech 1843–1849 vystudoval Tereziánskou vojenskou akademii ve Vídeňském Novém Městě a do armády vstoupil v roce 1849 jako poručík u 5. pluku kyrysníků. U této jednotky strávil dvacet let a byl postupně povýšen na nadporučíka (1854) a rytmistra (1859). Mezitím si doplnil vzdělání na Válečné škole (K.u.k. Kriegsschule) ve Vídni a byl zařazen do sboru důstojníků generálního štábu. V roce 1859 bojoval ve válce s Itálií a vyznamenal se v bitvě u Solferina. V prusko-rakouské válce znovu vynikl v bitvě u Hradce Králové (1866). Roku 1869 byl povýšen na majora a jmenován do funkce křídelního pobočníka císaře Františka Josefa (Flügel-Adjutant Seiner Majestät des Kaisers und Königs). V roce 1874 byl povýšen na plukovníka a stal se velitelem 10. pluku dragounů v Ceglédu., od roku 1877 velitelem 3. dragounského pluku ve Vídni.

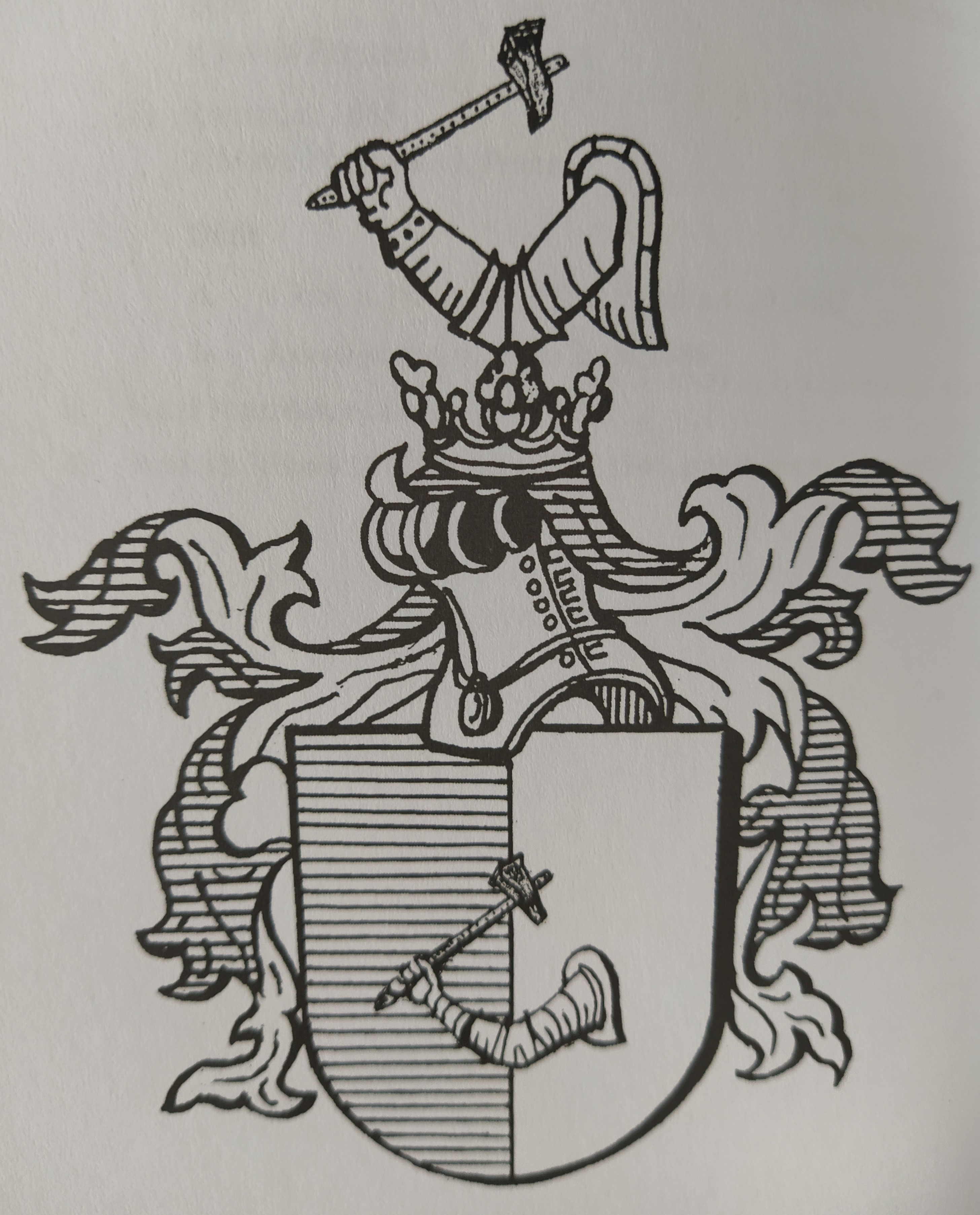
Erb rodu Krieghammerů

V roce 1879 byl povýšen na generálmajora a převzal velení 13. jezdecké brigády v Brodech ve východní Haliči V rychlém sledu pak vystřídal pozice velitele 14. jezdecké brigády v Přemyšlu a 3. jezdecké brigády v Mariboru. V roce 1884 byl povýšen do hodnosti polního podmaršála, následně byl velitelem jezdecké divize ve Lvově (1886–1888) a 6. pěší divize ve Štýrském Hradci (1888–1889). V letech 1889–1893 byl velitelem 1. armádního sboru v Krakově, respektive zemským velitelem pro západní Halič, Slezsko a severní Moravu. K datu 1. listopadu 1891 byl jmenován generálem jezdectva.
Od 23. září 1893 do 17. prosince 1902 zastával post ministra války Rakouska-Uherska (jedno ze tří společných ministerstev Rakouska-Uherska, zřízených po rakousko-uherském vyrovnání). Na funkci rezignoval kvůli opozici k jím předloženým branným zákonům. Stavěly se proti němu oba zákonodárné sbory dualistické monarchie, tedy Uherský parlament i Říšská rada. Měl i neshody s generálním štábem. Naopak ve funkci ho dlouhodobě podporoval císař František Josef I. Po rezignaci na funkci ministra byl k datu 1. ledna 1903 penzionován i v armádě.

## Rodina
V roce 1872 se oženil s Adelheid Hauptovou (1838–1925), která pocházela z bohaté brněnské podnikatelské rodiny Hauptů z Buchenrode. Svatba se konala na zámku Strausseneg (nyní Štrovsenek ve Slovinsku, který byl majetkem Hauptů. Na tomto zámku Krieghammer pobýval často především v období honů. V nedaleké vesnici Gomilsko je také pohřben v rodové hrobce Hauptů. Z manželství s Adelheid Hauptovou měl dvě děti. Dcera Olga (1873–1948) byla manželkou důstojníka Augusta Brand-Czissaryho a uplatnila se jako malířka. Syn Konrad (uváděn též jako Curt) (1882–1969) sloužil v armádě a za první světové války dosáhl hodnosti podplukovníka.
Sňatkem s Adelheid Hauptovou získal Krieghammer příbuzenské vazby mimo jiné na další vlivnou brněnskou průmyslnickou rodinu Schoellerů, ale i na několik vysokých důstojníků. Jeho švagry byli polní podmaršálové baron Stanislav Bourgoignon von Bamberg (1823–1884), baron August von Normann (1838–1920) a hrabě Stephan von Schlippenbach (1842–1910), kteří ve svém služebním postupu profitovali z vlivného postavení Edmunda Krieghammera.
Edmundova mladší sestra Olga (1832–1919) se provdala za uherského šlechtice a c. k. podplukovníka Ference Szilvu de Szilvás (1814–1874).

## Tituly a ocenění
Od otcovy nobilitace v roce 1858 užíval prostý šlechtický titul Edler von. V úřadu ministra války byl v roce 1899 povýšen do stavu svobodných pánů (Freiherr von Krieghammer). Jako velitel armádního sboru obdržel v roce 1890 titul c. k. tajného rady s nárokem na oslovení Excelence. Od roku 1889 byl čestným majitelem 100. pěšího pluku dislokovaného v Těšíně. Za vojenské zásluhy byl nositelem několika vyznamenání v Rakousku-Uhersku, s ohledem na své funkce císařského pobočníka a dlouholetého ministra války získal řadu ocenění i od zahraničních panovníků.

### Rakousko-Uhersko
- velkokříž Královského uherského řádu svatého Štěpána (1898)
- velkokříž Leopoldova řádu (1896)
- Řád železné koruny I. třídy (1892)
- Řád železné koruny II. třídy (1889)
- Vojenský záslužný kříž s válečnou dekorací (1859)

### Zahraničí
- rytířský kříž Řádu svatého Alexandra Něvského (Rusko)
- Řád sv. Stanislava II. třídy (Rusko)
- rytíř Řádu černé orlice (Německo)
- velkokříž Řádu červené orlice (Německo)
- Řád pruské koruny II. třídy (Německo)
- velkokříž Řádu württemberské koruny (Württembersko)
- velkokříž Řádu rumunské hvězdy (Rumunsko)
- velkokříž Vojenského záslužného řádu (Bavorsko)
- velkokříž Vojenského záslužného kříže (Španělsko)
- velkokříž Řádu sv. Alexandra (Bulharsko)
- velkokříž Řádu bílého orla (Srbsko)
- velkostuha Řádu vycházejícího slunce (Japonsko)
- velkostuha Řádu bílého slona (Siam)
- Řád lva a slunce I. třídy (Persie)
- Řád Medžidie II. třídy (Osmanská říše)
- Řád Osmanie III. třídy (Osmanská říše)
- velkokříž Řádu svatého Josefa (Toskánsko)
- velkokříž Řádu Spasitele (Řecko)
- rytíř Řádu Albrechtova (Sasko)
- Řád sv. Michaela (Bavorsko)
- Domácí řád vendické koruny (Meklenbursko)